# Coigny
Coigny foi uma comuna francesa na região administrativa da Normandia, no departamento Mancha. Estendia-se por uma área de 4,46 km². Em 2010 a comuna tinha 206 habitantes (densidade: 46,2 hab./km²).
Em 1 de janeiro de 2016, passou a formar parte da nova comuna de Montsenelle.